# Araçoiaba
Araçoiaba est une ville brésilienne de l'est de l'État du Pernambouc.

## Géographie
Araçoiaba se situe par une latitude de 07° 47′ 25″ sud et par une longitude de 35° 05′ 27″ ouest, à une altitude de 160 mètres.
Sa population était de 16 511 habitants au recensement de 2007. La municipalité s'étend sur 96 km2.
Elle fait partie de la microrégion d'Itamaracá, dans la mésorégion métropolitaine de Recife.
Elle fait également partie de la région métropolitaine de Recife.